# ZoneAlarm
ZoneAlarm（名稱ZA）是由以色列Check Point公司下属的Zone  Labs出品的一款知名的网络防火墙程序。因其免費且較容易被使用，故常被電腦雜誌推薦，在中國和新加坡已有簡體字版本。

## 程序分类
468/5000
- ZoneAlarm Security Suite（簡稱：ZASS）：包含了反病毒、防火牆、反間諜、郵件保護、反垃圾郵件、系統防火牆、隱私信息保護等一系列安全組件的安全套裝。
- ZoneAlarm Pro（簡稱：ZA Pro）：ZoneAlarm系列中的收費版防火牆產品，ZoneAlarm個人系列中人氣最旺的一款產品，包含了防火牆，反間諜，郵件保護，系統防火牆，隱私信息保護等安全組件。
- ZoneAlarm Anti-Spyware（簡稱：ZA AS）：雖然起名為Anti-Spyware，但是仍然屬於ZoneAlarm系列中的收費版防火牆產品。比起Pro版本缺少了隱私信息保護組件。
- ZoneAlarm Anti-Virus（簡稱：ZA AV）: ZoneAlarm系列中的反病毒產品，使用卡巴斯基的AVP引擎。雖然同出一系，但是遠沒有它的防火牆產品受青睞。
- ZoneAlarm（簡稱：ZA免費版／ZA free）：ZoneAlarm系列中的免費版防火牆產品，只有最基本的防火牆和郵件保護功能，但安全性仍非常強大。